# Taça Latina (hóquei em patins)
A Taça Latina foi uma competição internacional de Hóquei em Patins organizada pela World Skate Europe – Rink Hockey disputada pelas seleções nacionais sub-23 dos 4 países latinos europeus: França, Itália, Portugal e Espanha.
Em 1956, durante o Campeonato do Mundo de Hóquei em Patins de 1956, disputado no Porto, decidiu-se criar uma nova competição, a ser disputada anualmente pelas 4 melhores seleções de seniores da altura: Portugal, Espanha, Itália e França, disputada aos pontos num formato de todos contra todos. Dado que todos os países eram latinos, designou-se esta competição de Taça Latina. Ficou definido que cada país acolheria a competição rotativamente tendo-se realizado duas séries: a 1ª (de 1956 a 1959) e a 2ª (de 1960 a 1963).
No final da edição de 1963 não foi conseguido acordo para continuar a competição.
Esta seria retomada anos mais tarde, por iniciativa da Federação Portuguesa de Patinagem, mas destinada a jogadores jovens. Esta 3ª série (1987 a 1990) seria disputada por seleções sub-20 a sub-23 (consoante o definido para cada torneio).
Em 1995 iniciar-se-ia a 4ª série, que seria disputada anualmente até 2004, disputada maioritariamente no formato de meias-finais, final e jogo de atribuição de 3º/4º lugar (apenas a edição de 2003 foi disputada no formato de liguilha, isto é, todos contra todos), mantendo-se o escalão etário.
Em 2001, em virtude da ausência da Espanha devido a conflito de datas, foi convidada em seu lugar a seleção da Alemanha, na única edição em que houve alteração dos participantes.
Em 2006 chegou a 5ª série (a atual), redefinindo-se a sua periodicidade (2 em 2 anos, nos anos pares, alternando com a Taça das Nações) e fixando-se o escalão (sub-23) e o formato (liguilha).
A última edição ocorreu em Paris, tendo sido conquistada pela Espanha.
Em 2023 a competição foi substituída pelo Campeonato Europeu de Hóquei em Patins Sub-23.

## Histórico
| Edição | Ano      | Cidade               | Ouro     | Prata    | Bronze  | 4º Lugar |
| ------ | -------- | -------------------- | -------- | -------- | ------- | -------- |
| 29ª    | 2018     | Saint-Omer           | Espanha  | Itália   | França  | Portugal |
| 28ª    | 2016     | Follonica            | Portugal | Itália   | Espanha | França   |
| 27ª    | 2014     | Viana do Castelo     | Portugal | Espanha  | França  | Itália   |
| 26ª    | 2012     | Vilanova i la Geltrú | Espanha  | Portugal | França  | Itália   |
| 25ª    | 2010     | Coutras              | Espanha  | Portugal | Itália  | França   |
| 24ª    | 2008     | Coimbra              | Portugal | Espanha  | Itália  | França   |
| 23ª    | 2006     | Viareggio            | Espanha  | Portugal | Itália  | França   |
|        | 4ª Série |                      |          |          |         |          |
| 22ª    | 2004     | Guimarães            | Espanha  | Portugal | Itália  | França   |
| 21ª    | 2003     | Alcobaça             | Portugal | Espanha  | Itália  | França   |
| 20ª    | 2002     | Sintra               | Portugal | Espanha  | Itália  | França   |
| 19ª    | 2001     | Lourinhã             | Portugal | França   | Itália  | Alemanha |
| 18ª    | 2000     | Ponta Delgada        | Espanha  | Portugal | Itália  | França   |
| 17ª    | 1999     | Ilha do Pico         | Espanha  | Portugal | Itália  | França   |
| 16ª    | 1998     | Tavira               | Portugal | Espanha  | França  | Itália   |
| 15ª    | 1997     | Olhão                | Espanha  | Portugal | França  | Itália   |
| 14ª    | 1996     | Portimão             | Espanha  | Portugal | Itália  | França   |
| 13ª    | 1995     | Tavira               | Espanha  | Portugal | Itália  | França   |
|        | 3ª Série |                      |          |          |         |          |
| 12ª    | 1990     | Anadia               | Itália   | Portugal | Espanha | França   |
| 11ª    | 1989     | Anadia               | Portugal | Itália   | Espanha | França   |
| 10ª    | 1988     | Anadia               | Portugal | Itália   | Espanha | França   |
| 9ª     | 1987     | Anadia               | Itália   | Portugal | Espanha | França   |
|        | 2ª Série |                      |          |          |         |          |
| 8ª     | 1963     | Bolonha              | Espanha  | Portugal | Itália  | França   |
| 7ª     | 1962     | Porto                | Portugal | Espanha  | Itália  | França   |
| 6ª     | 1961     | Barcelona            | Portugal | Espanha  | Itália  | França   |
| 5ª     | 1960     | Nantes               | Portugal | Espanha  | Itália  | França   |
|        | 1ª Série |                      |          |          |         |          |
| 4ª     | 1959     | Lisboa               | Portugal | Espanha  | Itália  | França   |
| 3ª     | 1958     | Barcelona            | Espanha  | Portugal | Itália  | França   |
| 2ª     | 1957     | Bolonha              | Portugal | Itália   | Espanha | França   |
| 1ª     | 1956     | Paris                | Itália   | Portugal | Espanha | França   |

## Tabela das Medalhas
| Ordem | País     | Medalha de ouro | Medalha de prata | Medalha de bronze | Total |
| ----- | -------- | --------------- | ---------------- | ----------------- | ----- |
| 1     | Portugal | 14              | 14               | 0                 | 28    |
| 2     | Espanha  | 12              | 9                | 7                 | 28    |
| 3     | Itália   | 3               | 5                | 17                | 25    |
| 4     | França   | 0               | 1                | 5                 | 6     |